# 迪克蘭·沃爾什
迪克兰·沃尔什（英語：Declan Walsh），是一名爱尔兰记者，也是《纽约时报》开罗分社社长，此前曾任《纽约时报》巴基斯坦分社社长。他也为《衛報》工作过。沃尔什在2013年5月被驱离巴基斯坦，但仍然在伦敦进行有关报道。

## 生平
沃尔什在都柏林完成学业，1998年在《星期日商业邮报》开始了他的职业生涯。一年后，他获得了一个爱尔兰国家性的媒体奖项，这个奖项专门颁发给报道社会和活动的新闻人士，并搬去了肯尼亚，在那里作为一位自由记者活动。以内罗毕为中心，沃尔什在撒哈拉以南的非洲遨游，来为伦敦的《独立报》和《爱尔兰时报》提供报道。在2004年，他作为报社在阿富汗的通讯记者加入了《卫报》并迁居巴基斯坦的伊斯兰堡。2012年1月，他以巴基斯坦分社社长的身份进入《纽约时报》。
2013年5月9日，沃尔什通过信件得知，巴基斯坦内政部认为他有“不良活动”，取消了他有效期至2014年1月的签证，令他72小时内离开巴基斯坦。2013年5月11日，正当他在拉合尔为巴基斯坦大选和投票进程做公开报道的时候，国家安全官员将他扣押在一个宾馆里，并在第二天早晨将他强制送往机场。
《纽约时报》和其他国际性的媒体组织对他的遭遇进行了抗议，这被看作是对巴基斯坦当时的民主和新闻自由政策的反对。巴基斯坦的新闻媒体随后报道称，沃尔什登上了巴基斯坦官方的“黑名单”，并被声明为“不受欢迎的人”。
2014年3月，巴基斯坦总理那瓦兹·谢里夫向记者保护委员会的一个访问团保证，他们将对这件事进行“立刻审查”。谢里夫的声明鼓舞了《纽约时报》的编辑吉尔·艾布兰森。
国际特赦组织在2014年4月在《他们为你选择了一颗子弹：巴基斯坦对记者的攻击》一文中详细地报道了沃尔什事件，这篇报道旨在说明巴基斯坦媒体自由的衰退。
过去的十年里，沃尔什写了大量有关巴基斯坦文化、社会、政治和斗争的文章。在他被驱离巴基斯坦后不久，他在一篇报道中对巴基斯坦铁路的崩溃状态进行了详实的陈述。他还为《格兰塔》杂志供稿，入围了若干新闻界奖项，包括英国新闻奖和奥威尔奖。
2015年5月17日，沃尔什在《纽约时报》上登载了一系列报道，揭露了阿萨科特，一家巴基斯坦公司大规模提供虚假文凭的国际诈骗行为。随即，巴基斯坦的国家联邦调查局接受内政部长乔杜里·纳瑟·阿里·汗的指令，展开了针对这一公司是否存在违法经营的调查。在此命令下，FIA的网络犯罪小组突击检查了阿萨科特位于卡拉奇市和伊斯兰堡的办公室，扣押了电脑，记录下员工的陈述，还羁押了数名公司雇员。FIA的小组没收了他们发现的空白学位证书以及一批信纸，上面印有伪造的美国国务院抬头。相关议题被提上巴基斯坦参议院的议程，参议院主席拉扎·拉巴尼委任了一个委员会追查这一事件。巴基斯坦的税务机关和证券交易委员会也介入了对公司的调查。